# Colegio Anchieta
El Colegio Anchieta es una institución educativa de gestión particular ubicada en la ciudad de Porto Alegre, Brasil. Fue fundado el 13 de enero de 1890 por la Compañía de Jesús y es una de las 22 unidades que dicha orden mantiene en la región sur del país.